# Makhnovtchina
Makhnovtchina (ucraniano: Махновщина, translit.: Makhnovshchyna; russo: Махновщина) foi uma uma sociedade anarquista e sem estado durante a Guerra de Independência da Ucrânia, que existiu de 1918 até 1921, durante o qual "sovietes livres" e comunas libertárias operavam sob proteção do Exército Insurgente Makhnovista. A população dessa área foi cerca de sete milhões.
O território foi ocupado pelo Exército Branco, sob o comando de Anton Denikin, que estabeleceu temporariamente o Governo Russo do Sul. Em 1920, as forças de Denikin haviam sido expulsas da área pelo Exército Vermelho em cooperação com as forças de Nestor Makhno, que estavam conduzindo guerrilhas atrás das linhas de Denikin.
Como o Makhnovtchina era organizado sob princípios anarquistas, referências a "controle" ou "governo" são altamente controversas. Por exemplo, os Makhnovistas, geralmente citados como uma forma de governo (com Nestor Makhno sendo seu líder), tinham um papel puramente militar, com o próprio Makhno sendo um pouco mais que um estrategista militar e conselheiro.